# 3.º Congresso Nacional do Partido Comunista da China

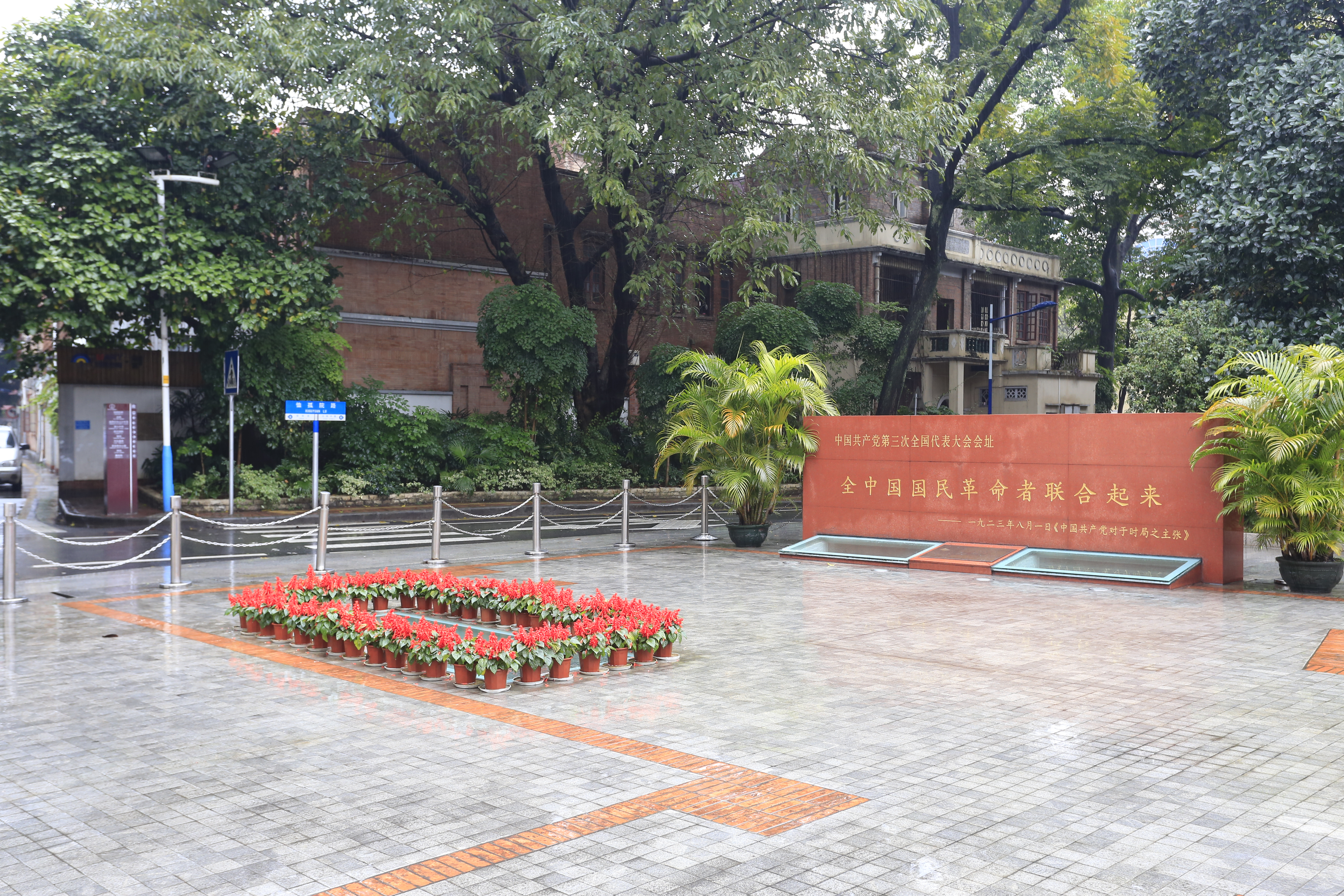
Fachada do local onde ocorreu o 3º Congresso Nacional do Partido Comunista na China

O Terceiro Congresso Nacional do Partido Comunista da China foi realizado de 12 a 20 de junho de 1923, na cidade de Cantão. O congresso teve três discussões centrais: primeiro, discutir o programa partidário; segundo, eleger o comitê central do partido; e em terceiro, discutir a questão da cooperação com o Partido Nacionalista (Kuomintang) e o estabelecimento de uma frente única revolucionária.

## Discussão
Foi aceita no congresso a "Resolução sobre a Relação Entre o Partido Comunista da China e o Partido Nacionalista", adotada pela Internacional Comunista em 12 de janeiro daquele ano, e decidido que todos os membros do Partido Comunista se juntariam ao Kuomintang na forma de indivíduos para beneficiar o estabelecimento de uma frente unificada de diversas classes democráticas. O Comitê Central Executivo elegeu Chen Duxiu, Mao Zedong, Luo Zhanglong, Cai Hesen e Tan Pingshan para a formação do Birô Central (posteriormente chamado de Politburo).

## Eleitos
Chen Duxiu foi eleito presidente do Comitê Central Executivo.